# Балканска криза (1908 – 1909)
Балканската криза от 1908 – 1909 година е международен конфликт, предизвикан от провъзгласяването на независимостта на България на 22 септември 1908 и от анексирането ден по-късно на Босна и Херцеговина от Австро-Унгария.
Тези два акта, предварително съгласувани между София и Виена, са в нарушение на Берлинския договор от 1878 г., който гарантира суверенитета на Османската империя над Княжество България и над окупираните от австро-унгарците провинции Босна и Херцеговина. Австро-унгарската експанзия в Западните Балкани накърнява пряко интересите на Сърбия и Черна гора и на техния съюзник Русия, но с помощта на Германия през март-април 1909 г. Австро-Унгария ги принуждава да признаят анексирането на западните османски провинции. Българо-османският конфликт е решен по същото време (април 1909) с руско посредничество: Османската империя признава независимостта на България срещу парична компенсация.
През септември 1908 г. парламентът на автономния остров Крит (с преобладаващо гръцко население) обявява, че се отцепва от Османската империя и се присъединява към Гърция. С намесата на големите европейски държави (Великобритания, Франция и др.) османското върховенство над острова е възстановено и продължава до избухването на Балканската война.
Макар че не води до въоръжен сблъсък, Балканската криза от 1908 – 1909 г. съдейства за засилване на политическото напрежение в Европа в навечерието на Първата световна война (1914 – 1918). Кризата кара Сърбия да потърси сближение с България, което води до създаване на Балканския съюз под покровителството на Антантата.